# Виноградненська сільська рада (Ленінський район)
Виногра́дненська сільська́ ра́да — адміністративно-територіальна одиниця та орган місцевого самоврядування в Ленінському районі Автономної Республіки Крим. Адміністративний центр — село Виноградне.

## Загальні відомості
- Населення ради: 1 484 особи (станом на 2001 рік)

## Населені пункти
Сільській раді були підпорядковані населені пункти:
- с. Виноградне
- с. Романове

## Склад ради
Рада складалася з 16 депутатів та голови.
- Голова ради: Котовенко Лариса Миколаївна

### Керівний склад попередніх скликань
| Прізвище, ім'я, по батькові | Основні відомості                                                         | Дата обрання | Дата звільнення |
| --------------------------- | ------------------------------------------------------------------------- | ------------ | --------------- |
| Котовенко Ларіса Миколаївна | Сільський голова, 1964 року народження, член Партії регіонів              | 26.03.2006   | 31.10.2010      |
| Котовенко Лариса Миколаївна | Сільський голова, 1964 року народження, освіта вища, член Партії регіонів | 31.10.2010   |                 |

Примітка: таблиця складена за даними сайту Верховної Ради України

### Депутати
За результатами місцевих виборів 2010 року депутатами ради стали:

#### За суб'єктами висування
| Суб'єкт висування | Кількість обраних депутатів | %   |
| ----------------- | --------------------------- | --- |
| Партія регіонів   | 16                          | 100 |

#### За округами
| № округу        | Прізвище, ім'я, по батькові    | Дата визнання обраним | Освіта  | Партійна приналежність | Відомості про обраного депутата                |
| --------------- | ------------------------------ | --------------------- | ------- | ---------------------- | ---------------------------------------------- |
| Партія регіонів |                                |                       |         |                        |                                                |
| 1               | Сильченко Галина Олександрівна | 01.11.2010            | середня | член Партії регіонів   | Виноградненський ДУЗ, завідувачка              |
| 2               | Шевчук Світлана Валентинівна   | 01.11.2010            | середня | член Партії регіонів   | тимчасово не працює                            |
| 3               | Шевчук Олександр Петрович      | 01.11.2010            | середня | член Партії регіонів   | ПП «Восток», тракторист                        |
| 4               | Рак Валентина Василівна        | 01.11.2010            | середня | член Партії регіонів   | тимчасово не працює                            |
| 5               | Самсонова Тетяна Миколаївна    | 01.11.2010            | середня | член Партії регіонів   | Виноградненська АОПСМ, санітарка               |
| 6               | Леонова Тетяна Леонідівна      | 01.11.2010            | вища    | член Партії регіонів   | пенсіонер                                      |
| 7               | Заразка Галина Миколаївна      | 01.11.2010            | середня | член Партії регіонів   | Виноноградненська сільська рада, секретар      |
| 8               | Заразка Микола Миколайович     | 01.11.2010            | середня | член Партії регіонів   | ПП «Восток», тракторист                        |
| 9               | Пшенічна Надія Петрівна        | 01.11.2010            | середня | член Партії регіонів   | «Ленводоканал», контролер                      |
| 10              | Пшеничний Володимир Михайлович | 01.11.2010            | середня | член Партії регіонів   | «Ленводоканал», слюсар                         |
| 11              | Каштанюк Любов Вікторівна      | 01.11.2010            | середня | член Партії регіонів   | тимчасово не працює                            |
| 12              | Пісарев Володимир Петрович     | 01.11.2010            | середня | член Партії регіонів   | Ленінське РЛХ, єгер                            |
| 13              | Самсонов Сергій Валентинович   | 01.11.2010            | середня | член Партії регіонів   | ПП «Восток», механізатор                       |
| 14              | Донцул Маргарита Миколаївна    | 01.11.2010            | вища    | член Партії регіонів   | Виноградненська загальноосвітня школа, вчитель |
| 15              | Сердюк Олександр Петрович      | 01.11.2010            | середня | член Партії регіонів   | пенсіонер                                      |
| 16              | Мустафаев Мустафа Османович    | 01.11.2010            | середня | член Партії регіонів   | Виноградненський ДУЗ, істопник                 |